# Bayannuur
Pour l’article homonyme, voir Bayannuur (Bayan-Ölgii) pour la sum de l'aïmag de Bayan-Ölgii, en Mongolie.
Bayannuur (chinois : 巴彦淖尔市 ; pinyin : Bāyànnào'ěr shì ; mongol : ᠪᠠᠶᠠᠨᠨᠦᠦᠷ
ᠬᠣᠲᠠ, VPMC : bayannaɣur qota, cyrillique : байаннагур хота) est une ville-préfecture de la région autonome de Mongolie-Intérieure en Chine. Elle résulte de la transformation du statut administratif de la ligue de Bayannur le 1er décembre 2003

## Origine du nom
Le nom est composé de bayan (luxurieux, fertile), et de nuur (lac).

## Subdivisions administratives

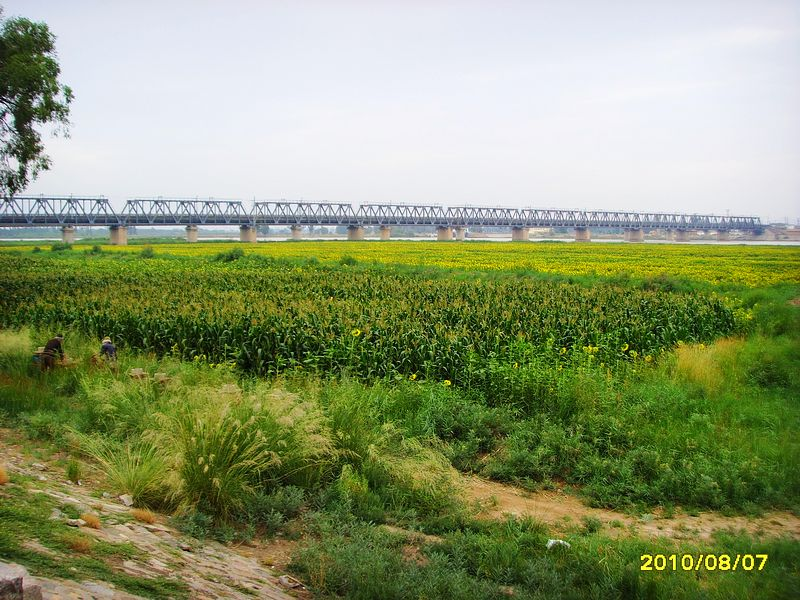
Le pont ferroviaire sur le fleuve Jaune à Dengkou

La ville-préfecture de Bayannuur exerce sa juridiction sur sept subdivisions - un district, deux xian et quatre bannières  :
- le district de Linhe — 临河区, línhé qū  ;
- le xian de Wuyuan — 五原县, wǔyuán xiàn  ;
- le xian de Dengkou — 磴口县, dèngkǒu xiàn  ;
- la bannière avant d'Urad — 乌拉特前旗, wūlātè qián qí  ;
- la bannière centrale d'Urad — 乌拉特中旗, wūlātè zhōng qí  ;
- la bannière arrière d'Urad — 乌拉特后旗, wūlātè hòu qí  ;
- la bannière arrière de Hanggin — 杭锦后旗, hángjǐn hòu qí.